# HD 11007
HD 11007，又名BD+31 316，SAO 54994、HR 523，是一颗恒星，视星等为5.79，位于銀經136.65，銀緯-28.66，其B1900.0坐标为赤經1h 42m 57.7s，赤緯+32° -28.66′ 1″。